# Мельничук Іван Іванович
Іва́н Іва́нович Мельничу́к (нар.8 лютого 1969, у місті Коломия, Івано-Франківська область) — український політик. Народний депутат України VIII скликання. Член комітету з питань запобігання і протидії корупції. Депутат Літинської сільської ради (2006—2010 рр.). Депутат Вінницької обласної ради V скликання (2010—2014). Голова Літинської районної державної адміністрації (липень 2014 — жовтень 2014 року). 

## Біографія
Народився 8 лютого 1969 року у місті Коломия Івано-Франківської області. Батько — Мельничук Іван Дмитрович (1926—1986 рр.) — був начальником міліції міста Коломиї. Мати — Мельничук Людмила Степанівна (1929—2016 рр.) — працювала старшим адміністратором у готелі «Прикарпаття».[джерело?]

## Освіта
У 1986 році закінчив Коломийську середню школу № 2.
1986—1991 рр. — навчався у Пермському вищому військовому командному училищі МВС СРСР.                     
У 2018 році закінчив Одеський державний університет внутрішніх справ, здобувши кваліфікацію «магістр права».[джерело?]                 

## Підприємництво
У 1998 році повернувся до України.
У 2005 році започатковував власний сувенірний бізнес на автомобільному шляху Львів — Кіровоград — Знам'янка.

## Політична кар'єра
З 2006-го по 2010-й роки — депутат Літинської сільської ради Вінницької області.
З 2010 по 2014-й — депутат Вінницької обласної Ради. Член політичної партії «Батьківщина».

### Парламентські вибори в Україні 2012 року
У 2012 році Іван Мельничук балотується до Верховної Ради України по одномандатному мажоритарному виборчому округу № 14 у Вінницькій області. Іван Мельничук здобув 2-ге місце з результатом у 33,24 % (34 701 «за») голосів виборців, поступившись у 83 голоси самовисуванцю Віктору Жеребнюку.
З 2012 року був помічником народного депутата Петра Порошенка.
З 2014 року — голова Вінницької обласної партійної організації «Солідарність» Петра Порошенка.
Липень 2014 — жовтень 2014 рр. — голова Літинської районної державної адміністрації.

### Парламентські вибори в Україні 2014 року
У 2014 році на позачергових парламентських виборах Іван Мельничук вдруге балотується до Верховної Ради України по одномандатному мажоритарному виборчому округу № 14. Цього разу від партії «Блоку Петра Порошенка». Здобуває перше місце, набравши 42,57 % голосів із відривом від свого опонента у 30 тисяч голосів.
Член Комітету з питань запобігання і протидії корупції з 2014 року.

## Законодавчі ініціативи
Іван Мельничук один із перших публічно засудив антиукраїнських діячів культури, мистецтва та шоу-бізнесу у співпраці з Росією під час військового конфлікту на Донбасі. Нардеп зареєстрував проєкт закону про позбавлення проросійських та просепаратистських діячів культури України звання «Народний артист України»(№ 3016). За словами Мельничука, в Україні склалася безпрецедентна ситуація, коли артисти, які для багатьох українців були авторитетами, тепер виступають з екранів телевізорів та ЗМІ з антиукраїнськими закликами: «Україна де-факто перебуває у стані військового конфлікту із країною-агресором — Російською Федерацією. Разом із тим, не всі громадяни адекватно можуть оцінювати ситуацію. Особливе обурення викликає поведінка низки представників української культури і шоу-бізнесу, зокрема тих, що мають звання «Народний артист України», а отже, повинні розуміти свою відповідальність та залишатися вірними українському народу», — зазначив автор законопроєкту.
Співавтор ухвалених законопроєктів:
- Про внесення змін до деяких законодавчих актів України щодо забезпечення діяльності Національного антикорупційного бюро та Національного агентства з питань запобігання корупції
- Про внесення змін до деяких законодавчих актів України щодо запобігання і протидії політичній корупції.
- Про внесення змін до Закону України «Про вищу освіту» щодо встановлення обмежень при обранні на посаду (призначення виконувача обов'язків) керівника вищого навчального закладу
- Про внесення змін до Закону України «Про мобілізаційну підготовку та мобілізацію» (щодо звільнення від призову на військову службу під час мобілізації викладацького складу вищих навчальних закладів та наукових співробітників)
- Про прийняття за основу проєкту Закону України про внесення змін до Митного кодексу України щодо державної підтримки кінематографії в Україні
- Про внесення змін до підрозділу 5 розділу XX «Перехідні положення» Податкового кодексу України щодо стимулювання розвитку ринку вживаних транспортних засобів
- Про внесення змін до Кодексу законів про працю України (щодо гармонізації законодавства у сфері запобігання та протидії дискримінації із правом Європейського Союзу)
- Про внесення змін до Закону України «Про джерела фінансування дорожнього господарства України» щодо удосконалення механізму фінансування дорожньої галузі
- Про внесення змін до Бюджетного кодексу України щодо удосконалення механізму фінансування дорожньої галузі
- Про внесення змін до деяких законодавчих актів України щодо створення умов для міжнародної кооперації суб'єктів літакобудування та розвитку вітчизняного літакобудування
- Про комерційний облік комунальних послуг

## Критика

### Бійка у Верховній Раді України
9 лютого 2017 року народний депутат від фракції «Блок Петра Порошенка» Іван Мельничук та Сергій Лещенко влаштували бійку у сесійній залі Верховної Ради України. За твердженням Лещенка конфлікт стався нібито через пост у Facebook, в якому Лещенко написав, що депутати від фракції «Блок Петра Порошенка» навмисно зривають засідання антикорупційного комітету, аби згодом звинуватити комітет у неспроможності. Сергій Лещенко вдарив в обличчя Івана Мельничука, а той пошкодив піджак Лещенка.

## Нагороди
Відзнака Президента України — ювілейна медаль «25 років незалежності України» (2016).